# 後藤田正純
後藤田正純（1969年8月5日—）是一名日本政治人物，現任德島縣知事。歷任内閣府副大臣、自民黨德島縣連會長、自由民主黨眾議院議員。妻子是女演員水野真紀，叔祖父是政治人物後藤田正晴。出生於東京都多摩市，先後畢業於筑波大學附屬駒場高等學校和慶應義塾大學商學部，其後曾經在三菱商事任職。